# Théophile (jurisconsulte)
Pour les articles homonymes, voir Théophile.
Théophile est un jurisconsulte byzantin du VIe siècle.
Il enseigne le droit à Constantinople et, est avec Dorothée et Tribonien, un de ceux qui rédigèrent les Institutes de Justinien, la première section du Corpus Juris Civilis, par autorité et ordre de l'empereur Justinien. Il a également été fortement impliqué dans la compilation du Codex vetus et du Digeste.
Il a laissé, probablement en 533, sur cet ouvrage, une paraphrase grecque, ainsi qu'au moins, des index des 19 premiers volumes (sur 50) du Digeste. La première ne fut découverte qu'au XVe siècle par Politien, et dont les meilleures éditions sont celles de Fabrot (Paris, 1638), de Reitz (La Haye, 1751, grec-latin), et de Schrader (Amsterdam, 1860). C'est aussi le seul ouvrage juridique en grec de l’époque de Justinien à avoir survécu presque dans son intégralité.

## Source
Marie-Nicolas Bouillet  et Alexis Chassang (dir.), « Théophile » dans Dictionnaire universel d’histoire et de géographie, 1878 (lire sur Wikisource)
Theophili Antecessoris Paraphrasis Institutionum. Traduit par Murison, Alexander Falconer. Lokin, J.H.A.; Meijering, Roos; Stolte, Bernard H.; van der Wal, Nicolaas, éditions, 2010, Groningen: Chimaira.   (ISBN 9789076892191).
William Smith, Article "Theophilus" dans A Dictionary of Greek and Roman biography and mythology. Vol. III Boston: Little, Brown & Comp., 1867, p. 1086